# Marie Rambert

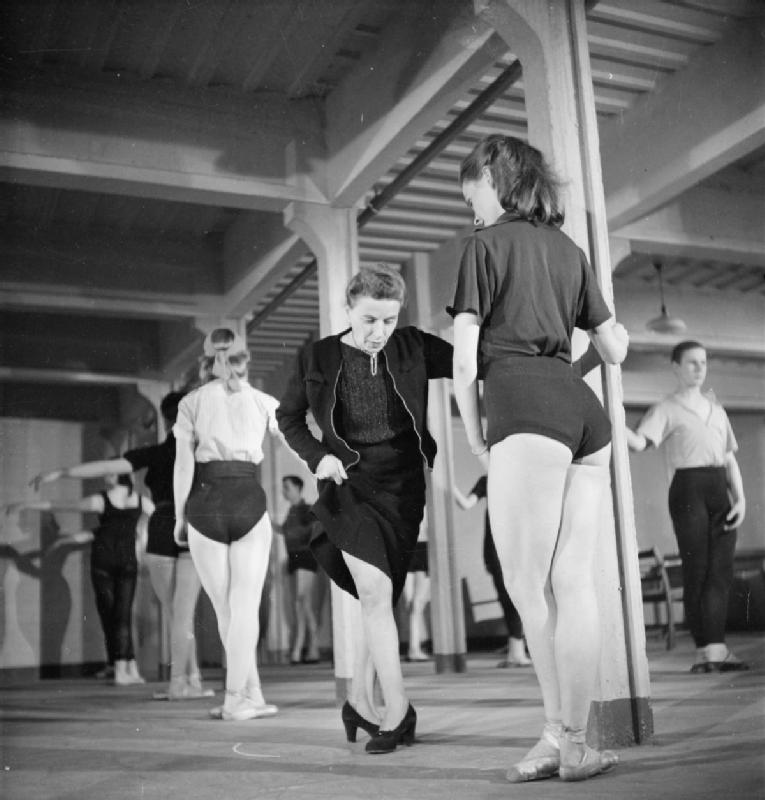
Marie Rambert (1943)

Dame Marie Rambert DBE (* 20. Februar 1888 in Warschau; † 12. Juni 1982 in London) war eine polnisch-britische Tänzerin und Ballettpädagogin. Für ihre kulturellen Verdienste wurde sie u. a. sowohl mit dem Order of the British Empire (DBE ehrenhalber) als auch mit der Mitgliedschaft in der französischen Ehrenlegion ausgezeichnet.

## Leben
Marie Rambert wurde als Cywia Ramberg in einer bürgerlichen jüdischen Familie in Warschau geboren, das damals zum russischen Kongresspolen gehörte. Zahlreiche Mitglieder ihrer Familie änderten im Laufe der Zeit ihre Namen: der Familienname ihres Vaters, eines Buchhändlers und Verlegers, lautete später Rambam, während sich einer seiner Brüder Rambert nannte. Sie selbst hieß zunächst Miriam Ramberg, schließlich jedoch Marie Rambert. Ein prägendes Erlebnis in Warschau war für sie ein Auftritt der legendären Tänzerin Isadora Duncan.
1905 zog sie nach Paris, wo sie Medizin studieren sollte, jedoch Stunden in klassischem Ballett nahm. 1910 wurde sie in der Rhythmikschule von Émile Jaques-Dalcroze von Sergei Djagilew entdeckt, der sie für die Ballets Russes verpflichtete, wo sie zusammen mit Vaslav Nijinsky die Choreografie von Igor Strawinskis Le Sacre du printemps erarbeitete. 1914, kurz nach Ausbruch des Ersten Weltkrieges, zog sie nach London, wo sie bei Enrico Cecchetti studierte.
1926 gründete sie in London ihre eigene Ballettkompanie, die zunächst unter dem Namen Ballet Club, später Ballet Rambert und schließlich Rambert Dance Company hauptsächlich in Sadler’s Wells auftrat. Mit Frederick Ashton realisierte sie 1926 A Tragedy of Fashion, or the Scarlet Scissors. Einige ihrer zahlreichen Ballettschüler wurden später selbst berühmte Tänzer, wie beispielsweise Antony Tudor, Agnes de Mille und Hans von Kusserow.
1959 verstarb ihr Gatte Ashley Dukes (1885 – 1959), ein englischer Schriftsteller und Theaterkritiker, mit dem sie seit 1918 verheiratet war.